# Thuế chuyển nhượng
Thuế chuyển nhượng là thuế đánh vào sự chuyển tên chủ đồ vật nào đó. Lý do ủng hộ việc áp dụng thuế này là khi có sự chuyển nhượng, thì đồng thời có sự thay đổi năng lực chịu thuế. Đồ vật được chuyển nhượng có thể là bất động sản, quyền sử dụng tài sản, quà tặng, vốn. Ở phần lớn các nước, mức thuế chuyển nhượng là thuế theo giá, thường tính bằng một tỷ lệ nhất định của giá chuyển nhượng đồ vật. Tuy nhiên, ở một số nước trong đó có Việt Nam, thuế chuyển nhượng được tính theo giá chuyển nhượng mà cơ quan thuế dự tính (thuật ngữ chuyên môn trong ngành thuế gọi là "áp giá") nhằm giảm thiểu việc khai báo giá chuyển nhượng không đúng thực tế nhằm giảm mức thuế phải nộp. Người phải chịu thuế thường là người chủ mới của đồ vật.
Ở hầu hết các nước có thuế chuyển nhượng, thuế này là một sắc thuế địa phương. Ở Việt Nam, các sắc thuế chuyển nhượng là nguồn thu của chính quyền cấp huyện.